# معاهده سوالکی
معاهده سوالکی (لهستانی: Umowa suwalska)

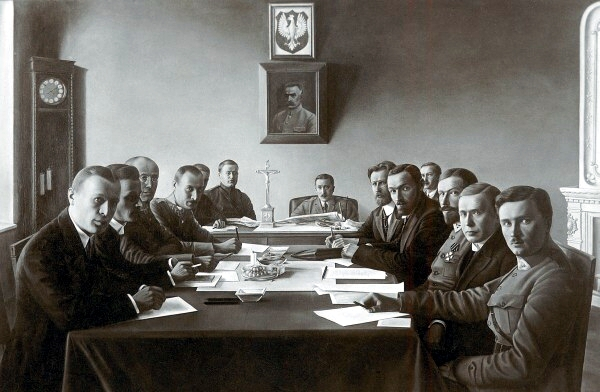
گروه‌های مذاکره‌کنندهٔ لهستانی (چپ) و لیتوانیایی (راست) در مذاکرات معاهده سوالکی

قراردادی بود که بین جمهوری دوم لهستان و لیتوانی در ۷ اکتبر ۱۹۲۰ در شهر سوواوکی به امضا رسید و در ۱۹ ژانویه ۱۹۲۲ در جامعهٔ ملل ثبت شد. هر دو کشور استقلال خود را پس از جنگ جهانی اول به‌دست آورده بودند و جزئیات مرزهای بینشان مشخص نبود و بر سر این مناقشات مرزی جنگ لهستان و لیتوانی شکل گرفته بود که با پیروزی لهستان همراه بود. در اواخر سپتامبر ۱۹۲۰، لهستان در جنگ لهستان-شوروی پیروز شد و موقعیت نظامی خود را در منطقهٔ سوالکی تثبیت کرد و فرصتی برای حمله به شهر ویلنیوس فراهم شد. رهبر لهستان، یوزف پیلسودسکی تصمیم داشت در عملیاتی از نوع پرچم دروغین کنترل شهر را به‌دست بگیرد.
تحت فشار جامعه ملل، لهستان به میز مذاکره آمد و معاهده‌ای امضا کرد. طرف لهستانی در این مذاکرات موفق شد تا گسترهٔ معاهدهٔ سوالکی را محدود نگه دارد تا برنامه‌ریزی‌های عملیات پنهانی برای حمله به ویلنیوس را تحت تأثیر قرار ندهد. لهستان اندکی بعد از امضای قرارداد به لیتوانی حمله کرد. ژنرال لهستانی لوتسیان ژلیگفسکی، تحت فرمان پنهانی پیلسودسکی، این گونه وانمود کرد که از فرمان ارتش لهستان سر باز می‌زند و به شهر ویلنیوس حمله کرد و این شهر را در نهم اکتبر تصرف کرد. معاهدهٔ سوالسکی قرار بود رسماً از دهم اکتبر اجرایی شود. ژلیگفسکی با وجود اعتراضات لیتوانی، اعلام کرد جمهوری لیتوانی مرکزی را به عنوان کشوری مستقل تأسیس می‌کند.
جمهوری لیتوانی مرکزی در ۱۹۲۳ رسماً به لهستان پیوست و تا آغاز جنگ جهانی دوم در ۱۹۳۹ بخشی از این کشور ماند.

## پیش‌زمینه
پس از پایان جنگ جهانی اول، لهستان و لیتوانی هر دو استقلال خود را پس گرفتند و بی‌درنگ درگیر مناقشات مرزی شدند.
همزمان با جنگ لهستان-شوروی، لیتوانی پیمان صلحی با شوروی امضا کرد که مرزهای دو کشور در آن مشخص شده بود.
این پیمان کنترل شهر ویلنیوس (لیتوانیایی: Vilnius, لهستانی: Wilno) را به لیتوانی می‌داد. این شهر پایتخت باستانی لیتوانی بود و اکثریتی لهستانی زبان داشت.
این امر موجب افزایش تنش‌ها بین دو کشور شد و خطر ازسرگیری جنگ لهستان و لیتوانی را تشدید کرد.

## امضای معاهده
با فشار جامعهٔ ملل لهستان به میز مذاکره آمد و در ۷ اکتبر ۱۹۲۰ معاهده سوالکی را امضا کرد. این معاهده بین دو کشور آتش‌بیس بر قرار می‌کرد و مرزی علامت‌گذاری‌شده بین دو کشور تعییر می‌کرد.
بااین‌حال در ۹ اکتبر ۱۹۲۰ و یک روز پیش از اجرایی شدن معاهده، ژنرال لهستانی لوتسیان ژلیگفسکی به شهر ویلنیوس حمله کرد و با تصرف آن جمهوری لیتوانی مرکزی را تأسیس کرد.

## پیامد
با درخواست کمک لیتوانی از جامعه، شورای اجرایی جامعه از لهستان خواست که نیروهای خود را از منطقه خارج کند. دولت لهستان اعلام کرد که به خواسته‌های جامعه احترام خواهد گذاشت، ولی به‌جای‌آن نیروهای بیشتری به شهر اعزام کرد.
این امر باعث شد که جامعه اعلام کند آیندهٔ ویلنیوس را باید ساکنان آن در یک همه‌پرسی تعیین کنند و نیروهای لهستانی باید از شهر خارج شوند و نیرویی بین‌المللی از سوی جامعه کنترل آن را در دست بگیرد. این طرح با مخالفت لهستان، لیتوانی، و شوروی، که مخالف هر گونه حضور نیروهای بین‌المللی در لیتوانی بودند مواجه شد و جامعه در مارس ۱۹۲۰ از طرح همه‌پرسی صرف نظر کرد.
پس از پیشنهاد ناموفق پل ایمانز برای ایجاد فدراسیونی متحد از لهستان و لیتوانی،
که هدف آن تجسم دوبارهٔ مشترک‌المنافع لهستان–لیتوانی بود که پیش از از دست دادن استقلالش شامل هر دو کشور می‌شد، لهستان در مارس ۱۹۲۲ ویلنیوس (رسماً جمهوری لیتوانی مرکزی) را تصرف کرد.
پس از آن که تصرف منطقه کلایپدا از سوی لیتوانی، اجلاس سفیران در ۱۴ مارس ۱۹۲۳ مرز بین دو کشور را به گونه‌ای تعیین کرد که ویلنیوس در داخل لهستان قرار می‌گرفت.
مقامات لیتوانی این تصمیم را نپذیرفتند و تا ۱۹۲۷ به‌شکل‌رسمی با لهستان در جنگ بودند.
این امر تا اولتیماتوم لهستان به لیتوانی در ۱۹۳۸ ادامه یافت. پس از آن پذیرش اولتیماتوم، لیتوانی روابط دیپلماتیک خود را با لهستان از سر گرفت و بدین ترتیب به‌شکل دفاکتو مرزهای خود با لهستان را پذیرفت.